# ロドルフ・オースティン
ロドルフ・オースティン（Rodolph Austin、1985年6月1日 - ）は、ジャマイカ・クラレンドン教区出身のプロサッカー選手。サッカージャマイカ代表。エスビャウfB所属。ポジションはMF。

## 経歴

### 代表
2005年の初キャップ以来、長きにわたってジャマイカ代表を支えている中心選手である。カリビアンカップでは3度の優勝と2度の大会MVPを獲得した。
2015年からジャマイカ代表のキャプテンに就任。コパ・アメリカ2015ではグループステージ敗退に終わったが、CONCACAFゴールドカップでは1得点を挙げ代表史上初の決勝進出に貢献した。

#### ゴール
2015年7月11日現在
| No | 開催日         | 開催地         | 対戦国                   | スコア | 結果 | 試合概要                    |
| -- | -------------- | -------------- | ------------------------ | ------ | ---- | --------------------------- |
| 1. | 2007年11月18日 | キングストン   | エルサルバドル           | 1–0    | 3–0  | 親善試合                    |
| 2. | 2008年12月3日  | キングストン   | バルバドス               | 1–1    | 2–1  | カリビアンカップ2008        |
| 3. | 2010年8月11日  | マコヤ         | トリニダード・トバゴ     | 2–1    | 3–1  | 親善試合                    |
| 4. | 2012年9月7日   | キングストン   | アメリカ合衆国           | 1–1    | 2–1  | 2014 FIFAワールドカップ予選 |
| 5. | 2013年10月15日 | キングストン   | ホンジュラス             | 2–2    | 2–2  | 2014 FIFAワールドカップ予選 |
| 6. | 2014年11月14日 | モンテゴ・ベイ | アンティグア・バーブーダ | 3–0    | 3–0  | カリビアンカップ2014        |
| 7. | 2015年7月11日  | ヒューストン   | カナダ                   | 1–0    | 1–0  | 2015 CONCACAFゴールドカップ |

## 所属クラブ
- ポートモア・ユナイテッドFC 2005-2009
- SKブラン 2008-2012
- リーズ・ユナイテッドAFC 2012-2015
- ブレンビーIF 2015-2017
- エスビャウfB 2017-

## タイトル
ジャマイカ代表
- カリビアンカップ: 2008, 2010, 2014

個人
- エリテセリエン年間MVP: 2011
- カリビアンカップ大会MVP: 2010, 2014